# Biogene Amine
Biogene Amine sind primäre Amine, die im Stoffwechsel (von Mikroorganismen, Pflanzen, Tieren und Menschen) durch enzymatische Decarboxylierung von Aminosäuren entstehen. Auf Grund der vorhandenen Aminogruppe reagieren biogene Amine ähnlich wie Ammoniak als Protonenakzeptoren basisch. Biogene Amine sind häufig Synthesevorstufen von Alkaloiden oder Hormonen. Sie dienen auch als Bausteine für die Synthese von Coenzymen, Vitaminen und Phospholipiden. Einige freie biogene Amine entfalten selbst physiologische Wirkungen, beispielsweise als Neurotransmitter.

## Beispiele
| Biogenes Amin       | aus der Aminosäure      | Vorkommen und Bedeutung                                                                        |
| ------------------- | ----------------------- | ---------------------------------------------------------------------------------------------- |
| Agmatin             | Arginin                 | Bakterien (Darmflora), Vorstufe für Putrescin in manchen Organismen                            |
| β-Alanin            | Asparaginsäure          | Bestandteil von Coenzym A, Vorstufe für Pantothensäure                                         |
| Aminoaceton         | 2-Aminoacetessigsäure   | Vorstufe für Cobalamine (Vitamin B12)                                                          |
| γ-Aminobuttersäure  | Glutaminsäure           | Gehirn, Neurotransmitter                                                                       |
| 5-Aminolävulinsäure | Succinylglycin          | Vorstufe für Porphyrine                                                                        |
| Isopropanolamin     | Threonin                |                                                                                                |
| Cadaverin           | Lysin                   | Ribosomen, Bakterien, Alkaloid-Vorstufe                                                        |
| Cysteamin           | Cystein                 | Bestandteil des Coenzym A, Vorstufe des Taurins                                                |
| Dopamin             | DOPA                    | Neurotransmitter, Vorstufe für die Catecholamine Noradrenalin und Adrenalin, Alkaloid-Vorstufe |
| Ethanolamin         | Serin                   | Phosphatide, Vorstufe für Hormone und Cholin, Neurotransmitter                                 |
| Histamin            | Histidin                | Gewebshormon                                                                                   |
| Isoamylamin         | Leucin                  |                                                                                                |
| Phenethylamin       | Phenylalanin            | Vorkommen im Gehirn                                                                            |
| Putrescin           | Ornithin                | Ribosomen, Bakterien, Vorstufe für Spermidin und andere Polyamine                              |
| Serotonin           | 5-Hydroxytryptophan     | Neurotransmitter, Vorstufe des Hormons Melatonin sowie des Krötengifts Bufotenin               |
| Spermidin           | Ornithin über Putrescin | Wachstumsfaktor im Samen u. a. Zellen, Vorstufe für Spermin in Ribosomen, DNA, Sperma          |
| Tryptamin           | Tryptophan              | bewirkt Kontraktion der glatten Muskulatur, bei Pflanzen wachstumsfördernd                     |
| Tyramin             | Tyrosin                 | bewirkt Kontraktion der glatten Muskulatur                                                     |
| Noradrenalin        | DOPA                    | Neurotransmitter, Katecholamin, bewirkt Verengung der Gefäße und Blutdrucksteigerung           |

Aminosäuren (oben) und die von ihnen abgeleiteten biogenen Amine (darunter):
|  |  |  |  |
|  |  |  |  |

## Physiologische Bedeutung
Es wird zwischen endogenen und exogenen biogenen Aminen unterschieden. Endogene Amine werden in vielen verschiedenen Geweben produziert (z. B.: Adrenalin im Nebennierenmark oder Histamin in Nervenzellen, basophilen Leukozyten und Mastzellen). Die Ausschüttung erfolgt lokal oder über das Blutsystem. Die exogenen Amine werden direkt aus der Nahrung im Darm resorbiert. Alkohol kann die Resorptionsrate erhöhen. Die Diaminooxidase (DAO) wie auch die Monoaminooxidase (MAO) bauen neben weiteren Enzymen (z. B. Methyltransferasen wie die Histamin-N-Methyltransferase = HNMT oder die Catechol-O-Methyltransferase COMT) biogene Amine ab und verhindern so eine übermäßige Resorption bzw. ein Übermaß im Gewebe. Bei sensiblen Menschen sind dementsprechend DAO, MAO oder auch andere Enzyme nicht ausreichend vorhanden oder auch gehemmt. DAO-Hemmer wie auch MAO-Hemmer sind z. B. in Medikamenten zur Behandlung von Depressionen oder in Muskatnüssen enthalten. Ebenso wirken einige biogene Amine als Inhibitoren von Enzymen (bspw. hemmt Tyramin die DAO wie auch die HNMT und damit den Abbau von Histamin). Darüber hinaus wird der Abbau biogener Amine ggf. auch ab einer bestimmten Menge von Abbaumetaboliten via Feedback gehemmt. Auch eine kombinierte Einnahme von biogenen Aminen und Stoffen, die die Resorption steigern (Alkohol) oder verlangsamen, kann zu einer allergischen oder pseudoallergischen Reaktion führen.

## Verbraucherschutz
Da die Konzentration bestimmter biogener Amine mikrobiellen Verderb anzeigt, arbeiten Wissenschaftler des Fraunhofer-Instituts daran, Fertigpackungen für Lebensmittel mit entsprechender Indikatorfolie auszustatten. Diese Idee stammt aus dem Jahr 2011 und fand in den Medien aufgrund des Gammelfleisch-Skandals 2010 eine gewisse Aufmerksamkeit.